# ダッチアングル

ダッチアングルの例。意識を失って歩道に倒れている人。2008年のニューヨーク市で撮影。

ダッチアングル（Dutch angle）とはカメラの撮影技法。カメラを傾けて、あえて水平にせず撮影する方法である。恐怖や不安を表現する際に用いられることが多い。

## ギャラリー

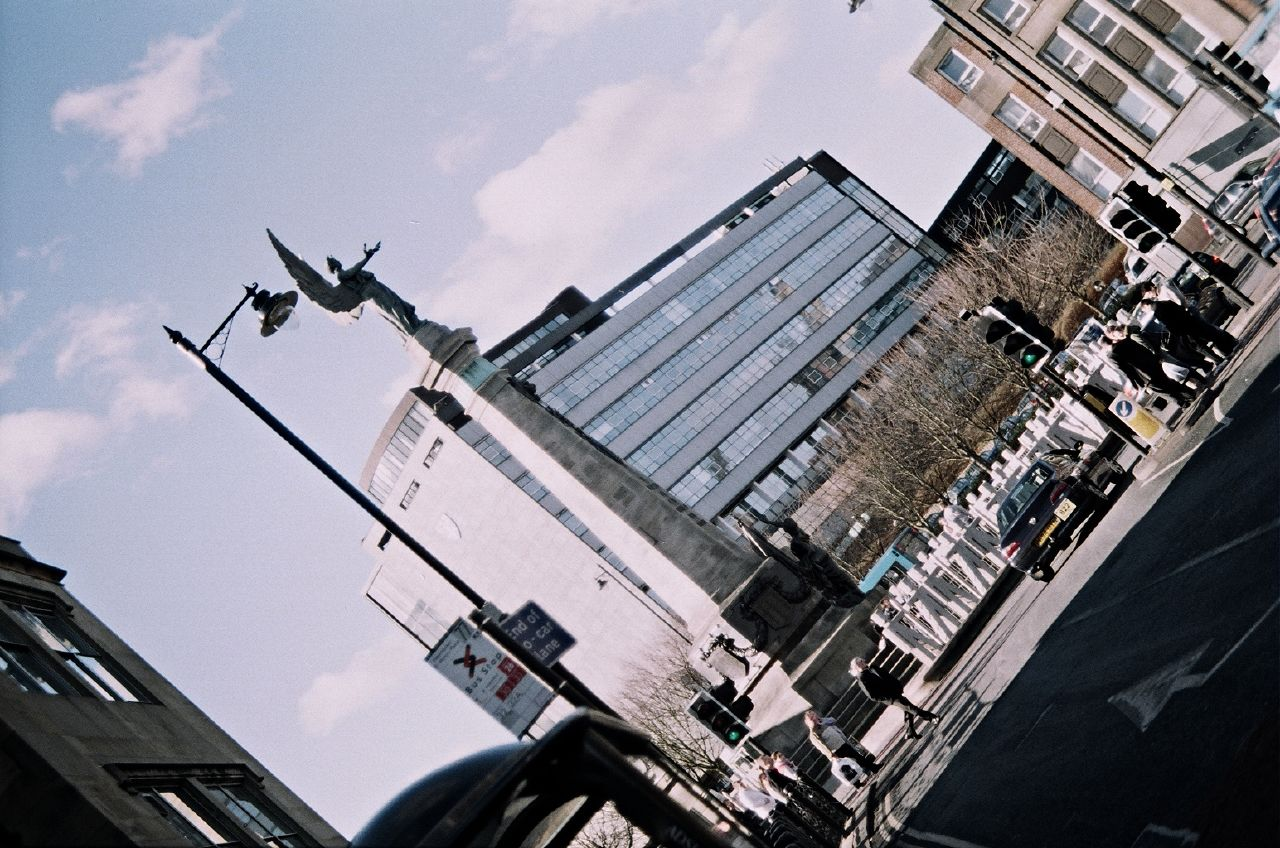
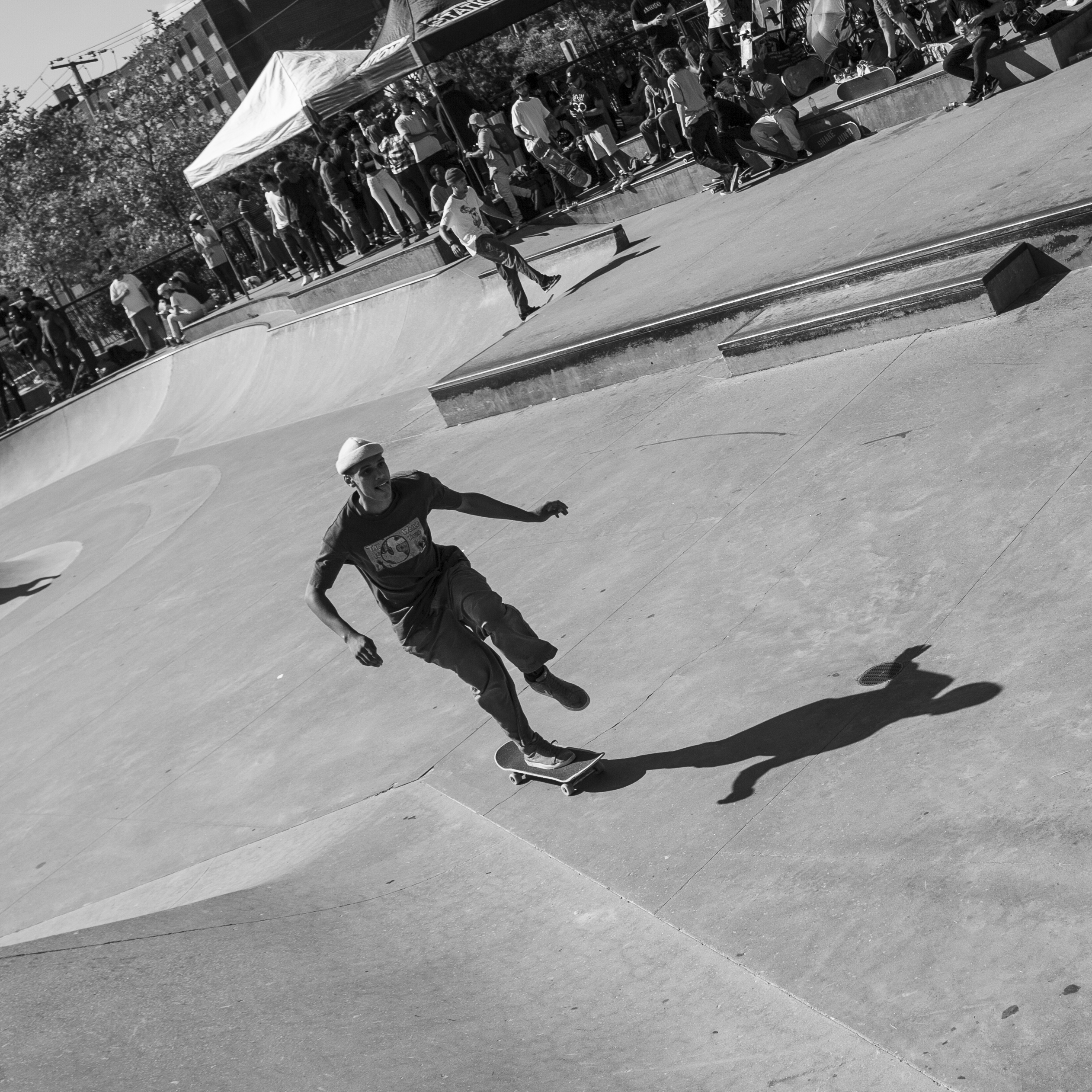
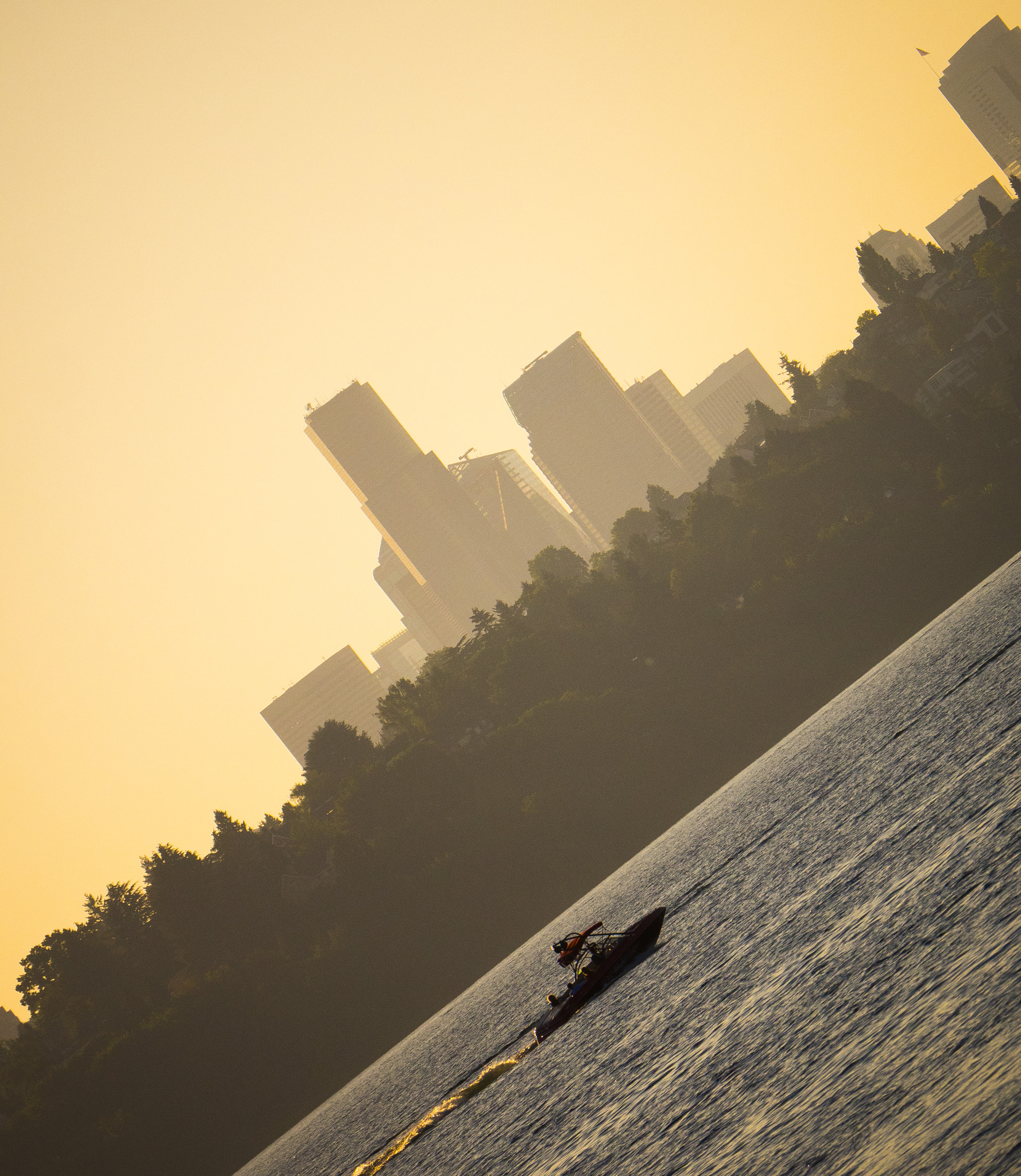
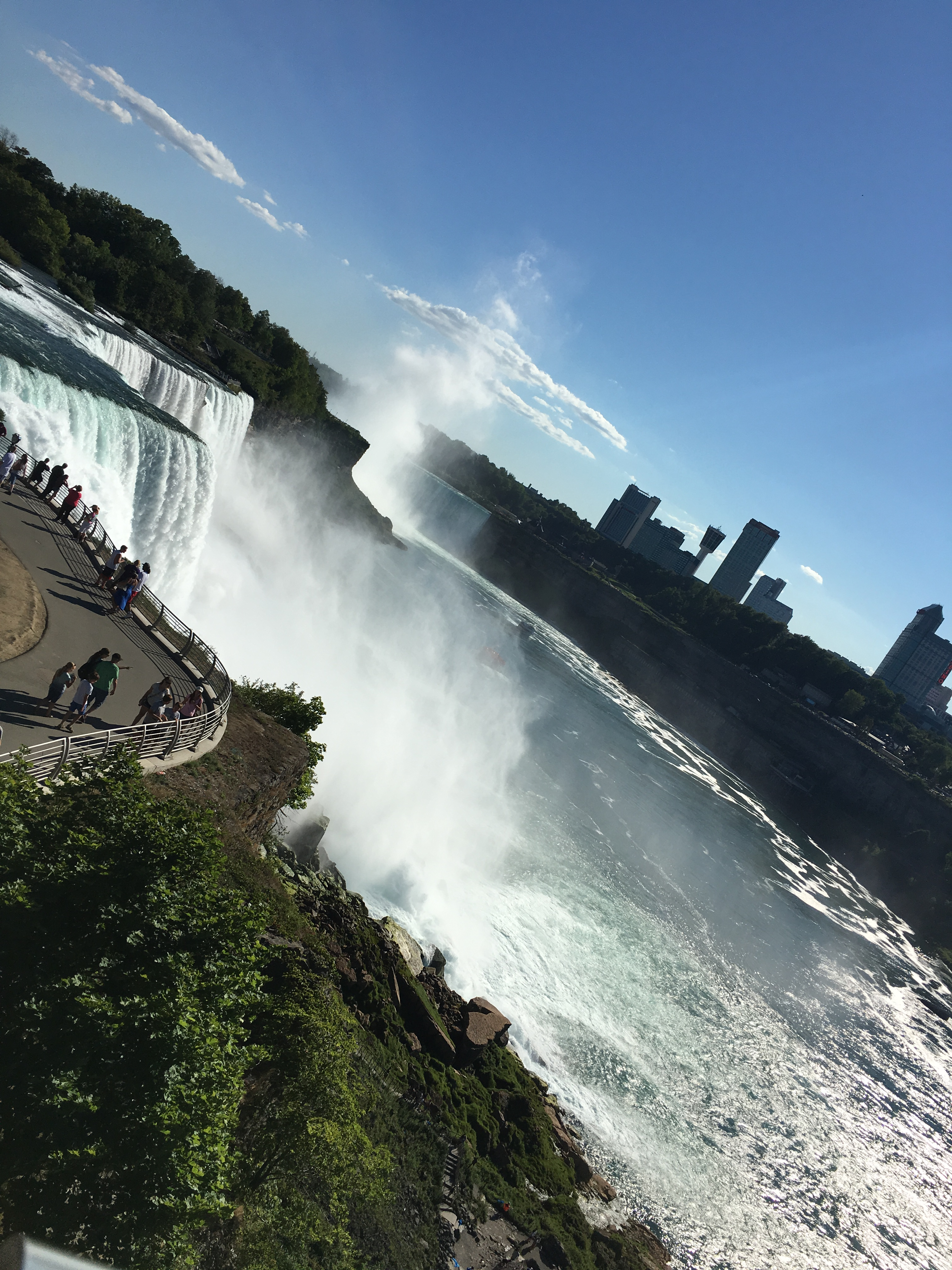
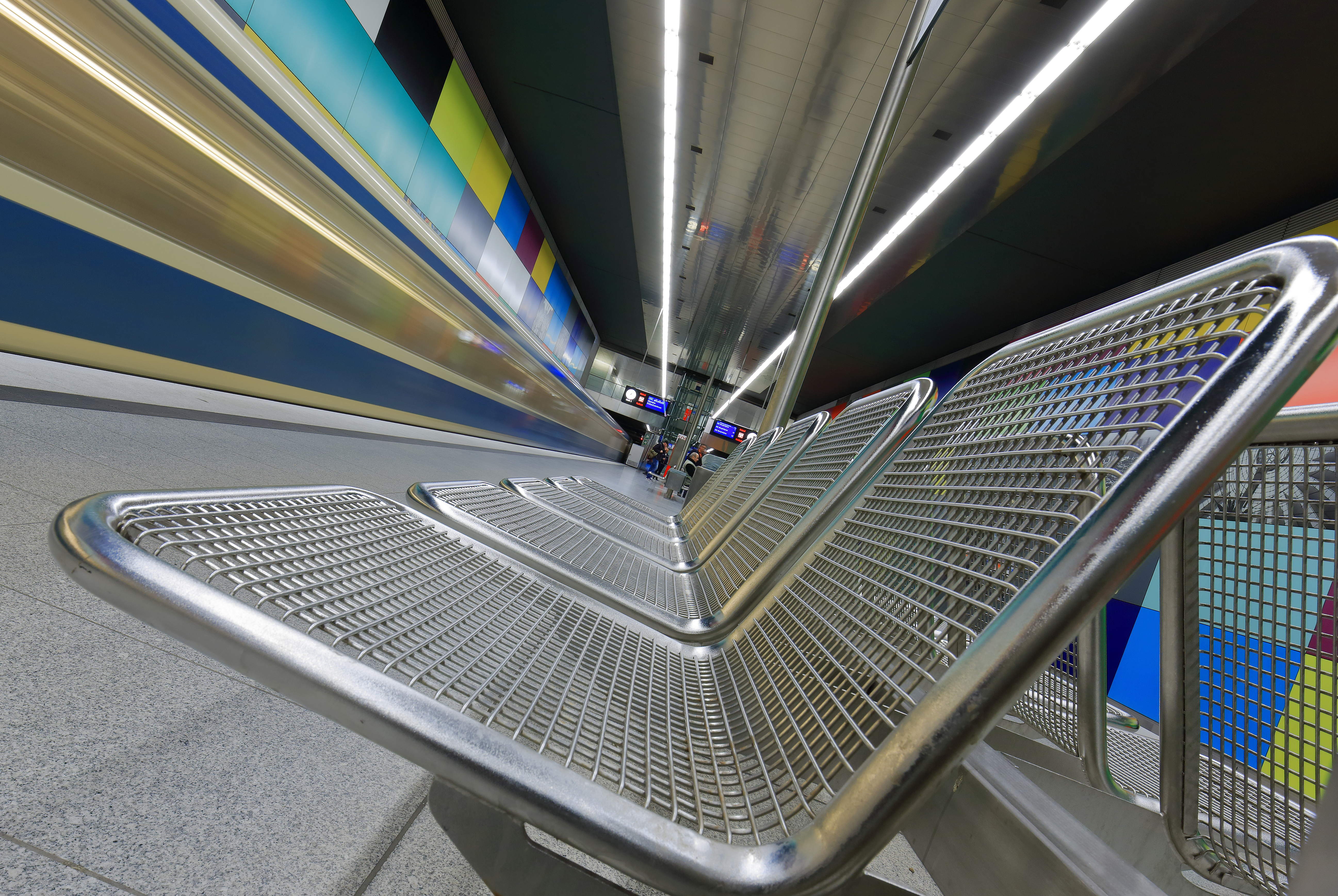
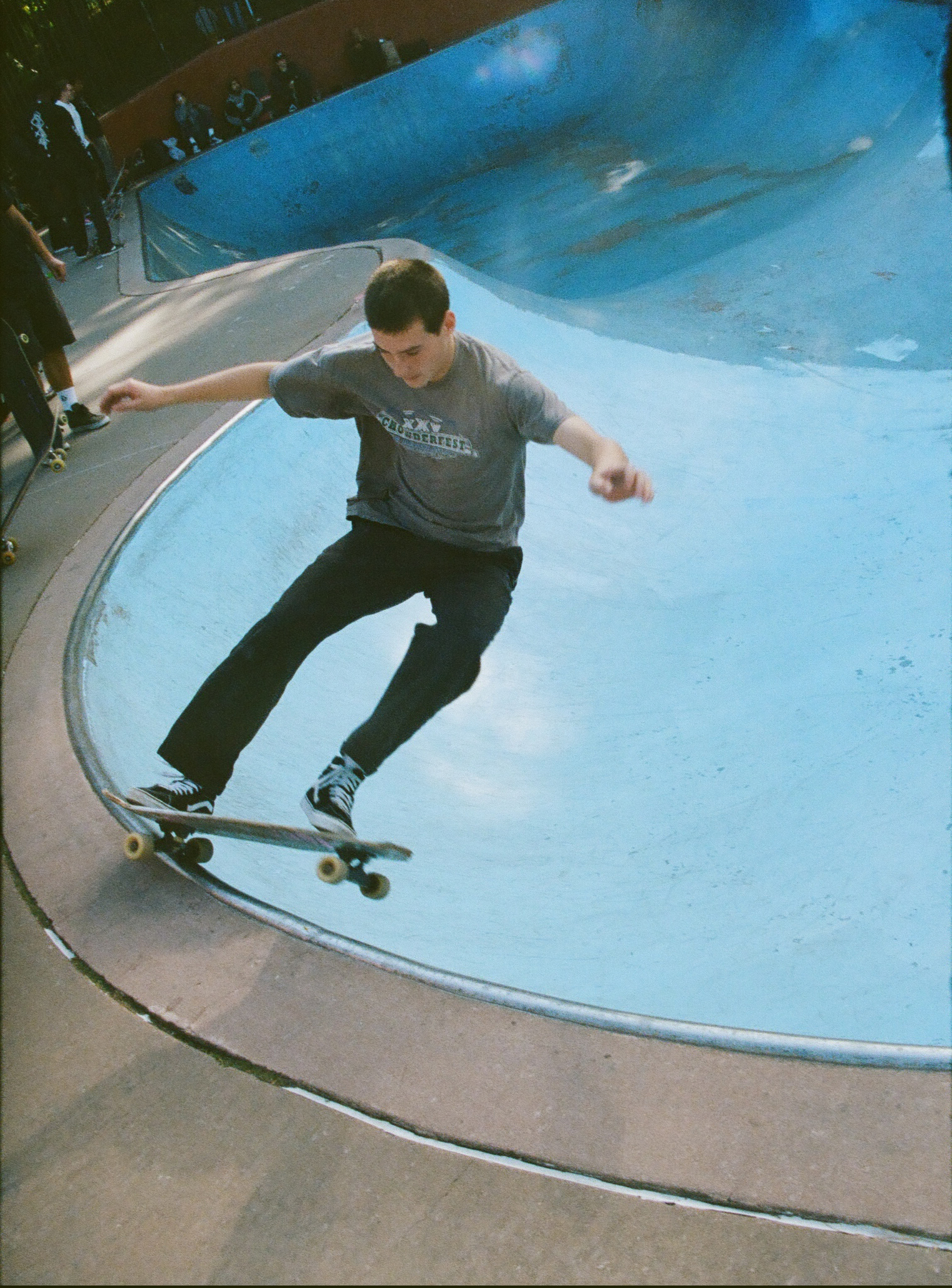
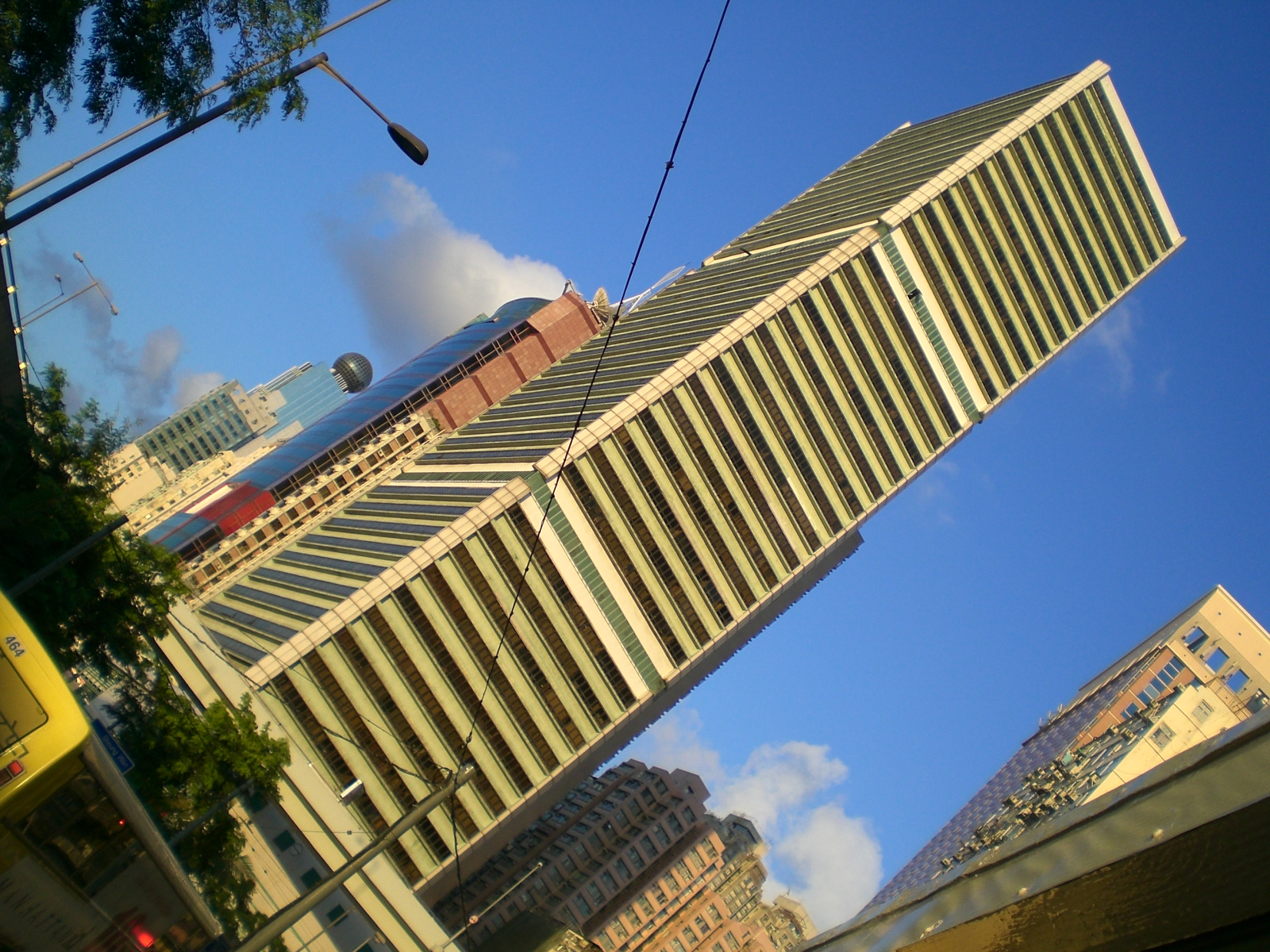
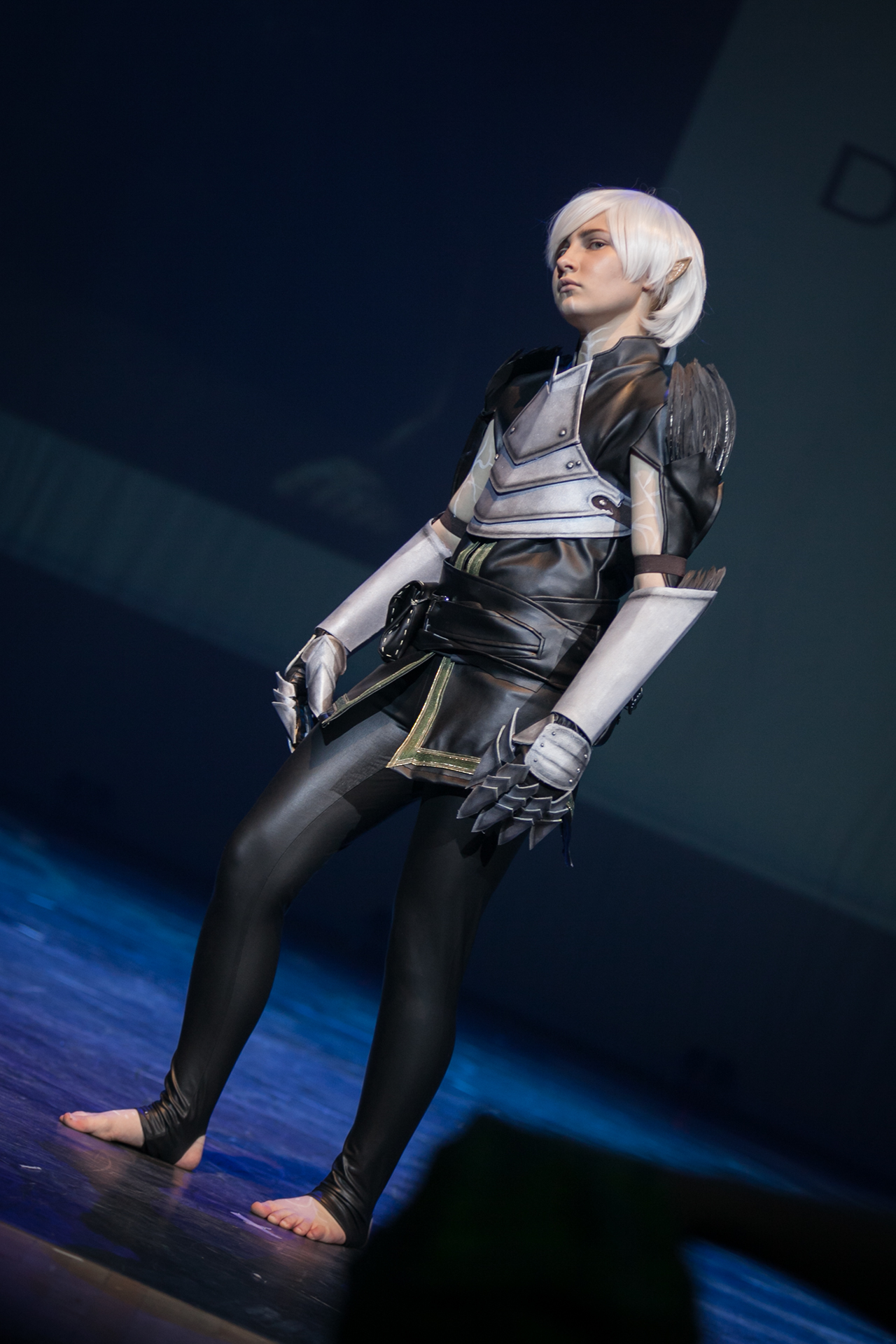
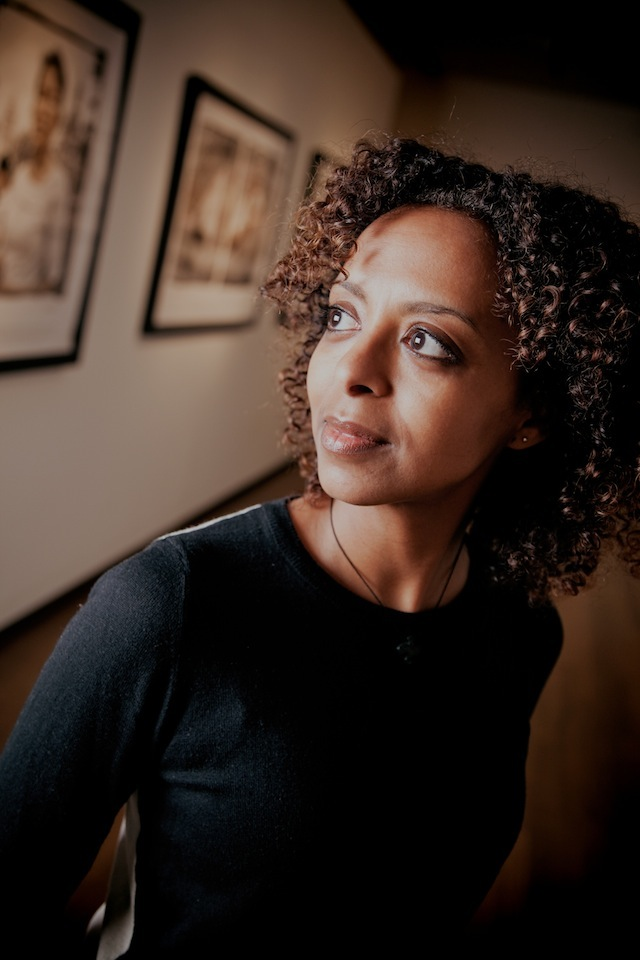